# Azuré de la minette
Cupido decoloratus
Espèce
L’Azuré de la minette  ou Azuré de Staudinger (Cupido decoloratus) est une espèce de lépidoptères (papillons) de la famille des Lycaenidae et de la sous-famille des Polyommatinae.

## Dénominations
Cupido decoloratus a été nommé par Otto Staudinger en 1886.
Synonymes : Everes decoloratus (Staudinger, 1886), Lycaena decolorata (Staudinger, 1886), Papilio sebrus (Hübner, 1823), Polyommatus saportae (Duponchel, 1832).

### Noms vernaculaires
L’Azuré de la minette ou Azuré de Staudinger se nomme en anglais Eastern Short-tailed Blue.

## Description
C'est un petit papillon qui présente un dimorphisme sexuel, le dessus du mâle est bleu terne bordé de gris, celui de la femelle est marron, les deux avec une frange blanche.
Le revers est gris pâle un peu suffusé de bleu et orné de lignes de petits points noirs.

### Espèce proche
L'Azuré de la faucille présent dans une partie de son aire de répartition lui ressemble.

## Biologie

### Période de vol et hivernation
Il vole en trois générations, de mai à septembre.

### Plantes hôtes
Sa plante hôte est Medicago lupulina.

## Écologie et distribution
Il est présent dans le sud-est de l'Europe (Autriche, Hongrie, Slovénie, Macédoine, Roumanie, Bulgarie, très localement dans le nord de la Grèce) et en Ukraine, sud de la Russie et Turquie,.

### Biotope
Son habitat est constitué de prairies fleuries jusqu'à 1 000 m..

### Protection
Il est inscrit sur le livre rouge des papillons européens.